# Brookfield (New York)
Pour les articles homonymes, voir Brookfield.
Brookfield est une ville du comté de Madison, dans l'État de New York, aux États-Unis.

## Personnalités liées à Brookfield
- Myrtilla Miner